# Филип Лудвиг (Лайнинген-Риксинген)
Филип Лудвиг фон Лайнинген-Вестербург-Риксинген (на немски: Philipp Ludwig von Leiningen-Westerburg-Rixingen; * февруари 1652 в дворец Риксинген, Лотарингия (днес Réchicourt-le-Château); † 16 август 1705 в битката при Касано) е граф на Лайнинген-Риксинген (1688 – 1705), императорски генерал и последният мъжки представител на линиите Лайнинген-Риксинген и Лайнинген-Лайнинген на род Лайнинген-Вестербург, произлизащ от Дом Рункел.
Той е най-възрастният син на граф Лудвиг Еберхард фон Лайнинген-Вестербург-Риксинген (1624 – 1688) и съпругата му графиня Шарлота фон Насау-Саарбрюкен (1619 – 1687), дъщеря на граф Вилхелм Лудвиг фон Насау-Саарбрюкен (1590 – 1640) и съпругата му маркграфиня Анна Амалия фон Баден-Дурлах (1595 – 1651).
Филип Лудвиг отива като млад в Париж и започва военна служба във Франция. През 1671 г. той става в Париж католик, както преди това баща му.
Филип Лудвиг се жени в Париж на 26 декември 1673 г. През 1686 г. баща му Лудвиг Еберхард му оставя управлението на графство Лайнинген. През 1688 г. по време на Пфалцската наследствена война той напуска войската и се оттегля в замък Алтлайнинген на немска територия. През 1690 г. французите изгарят замък Алтлайнинген и унищожават цялото графство. Филип Лудвиг попада в техен плен, но е освободен от австрийските хузари. Той става беден и залага села.
Курфюст Йохан Вилхелм фон Пфалц номинира граф Филип Лудвиг за таен съветник на Курпфалц и на губернатор на Хайделберг и го повишава на пфалцски генерал-лейтенант. По-късно той влиза в императорската войска, където става фелдмаршал-лейтенант и генерал на кавалерията.
През 1698 г. Филип Лудвиг си построява в Грюнщат резиденцията си дворец Унтерхоф.
Граф Лайнинген участва като австрийски офицер в походите на принц Евгений Савойски против турците. През края на 1704 г. император Леополд I през Испанската наследствена война го номинира за генерал. Филип Лудвиг е убит в битката при Касано 1705 г. и е погребан пред олтара Николаус в Капуцинската църква С. Антонио в Касано.
Наследен е от далечните му роднини, братята Христоф Христиан (1656 – 1728) и Георг II Карл Лудвиг (1666 – 1726) от фамилната линия Лайнинген-Вестербург-Шаумбург.

## Фамилия
Филип Лудвиг се жени на 26 декември 1673 г. в Париж за френската благородницка Луиза Габриела, маркиза де Рузе († 24 декември 1698 в Оберброн). Те имат пет деца:
- Йохан Карл (* 1674; † 1700), френски офицер
- Луиза († млада);
- София († млада);
- Шарлота Амалия (* 1679; † 1734), ∞ 1701 граф Фердинанд Андреас фон Визер (1677 – 1751)
- Мария Анна.

Филип Лудвиг се жени втори път 1699 г. за австрийската баронеса Сидония Тереза фон Айбисвалд († април 1720 във Виена).